# Maté (drank)

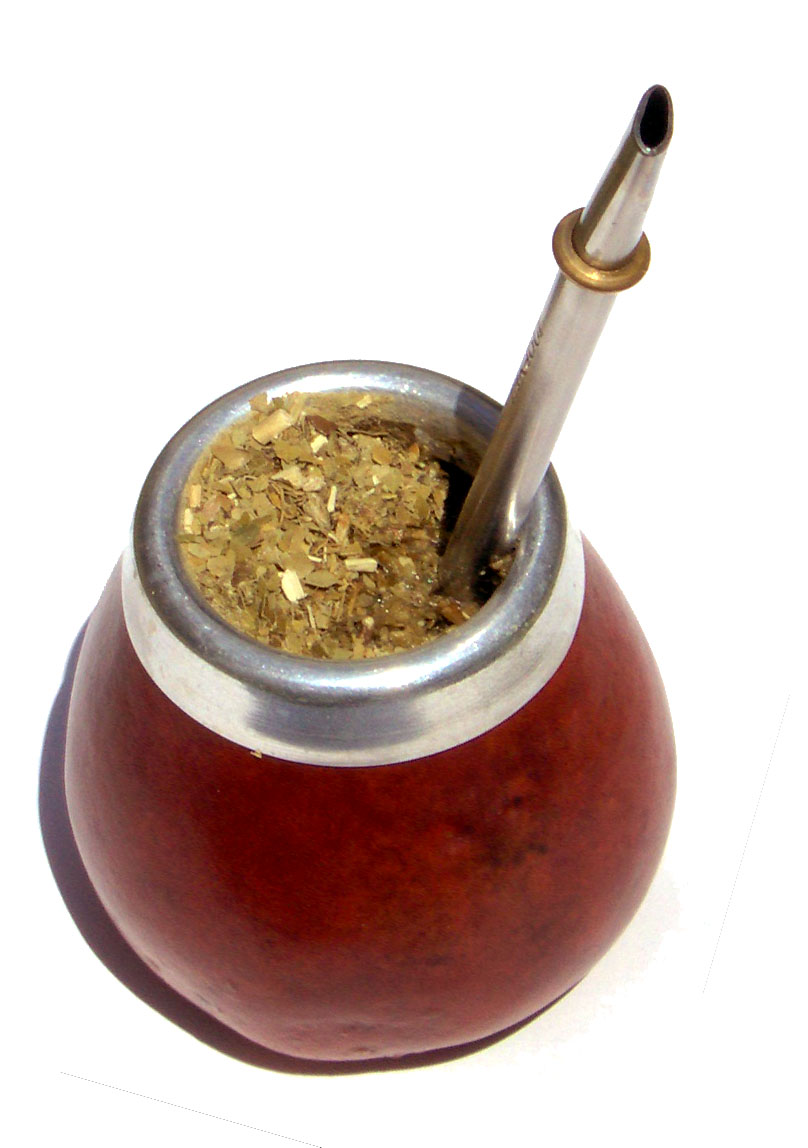
Maté in een cuia (kalebas) met een bomba (rietje)

Maté (soms mate), ook wel chimarrão (Portugees), cimarrón (Spaans) of paraguaythee genoemd, is een infusie die vooral in Zuid-Amerika gedronken wordt. De drank is typisch voor het zuiden van Brazilië en omringende landen als Paraguay, Chili, Bolivia, Uruguay en Argentinië. Ook in het Midden-Oosten, zoals in Syrië en in Libanon is maté populair.
Maté is een aftreksel van de jonge blaadjes en knoppen (Portugees: erva-mate; Spaans: yerba mate) van de matéplant (Ilex paraguariensis). De yerba-mate wordt geprepareerd voor gebruik door de groene blaadjes te drogen bij een open vuur. Hierdoor krijgt de maté een typisch rokerige smaak. Daarna worden de blaadjes fijngemalen. Verschillen in kwaliteit liggen vooral in de rijpheid en de fijnheid van de blaadjes. Maté heeft een bitterzoete smaak. Afhankelijk van de kwaliteit van de yerba-mate kan het bittere of zoete overheersen. Er is ook ongerookte maté te koop.
Maté werkt opwekkend, vooral door cafeïne, maar ook door de aanwezigheid van andere xanthines, die in kleine hoeveelheden aanwezig zijn. De drank wordt gewoonlijk in gezelschap gedronken, bijvoorbeeld met bezoek. In een speciale kop gemaakt van een kalebas, genaamd cuia (Portugees), wordt de yerba-mate gemengd met water en via een dik ijzeren rietje, genaamd bomba (Portugees) of bombilla (Spaans), opgedronken. Het brouwsel wordt meestal warm geserveerd; ook zijn er regio's waar men maté koud drinkt. 
Bij het drinken van maté is er een aantal gebruiken. De man of vrouw des huizes zal de cuia met  yerba-mate vullen en vervolgens met de bomba een gat in het midden maken waar vervolgens het water in wordt gegoten. Het water mag niet koken, maar moet wel verwarmd zijn. Vervolgens laat men de maté even tot rust komen zodat alles goed gemengd is, en wordt het drankje door de bomba opgedronken door de heer of vrouw des huizes. Vervolgens vult de heer of vrouw des huizes de cuia opnieuw met water (hetzelfde kruid gebruikend) en laat de visite drinken, die op haar beurt de cuia vult zodra de maté op is. Hoewel dit proces een sociale hiërarchie impliceert, staat het gezamenlijk drinken van maté voor vriendschap en gemoedelijkheid tussen de drinkers.
Van maté wordt tereré gemaakt, een koude drank. De bereiding is in principe gelijk maar er wordt geen heet maar koud water gebruikt. In Europa wordt de drank gebruikt in de stimulerende energiedranken Club-Mate en Mio Mio en wordt maté als cafeïnehoudende ijsthee gedronken.
Maté was een belangrijk product toen thee nog kostbaar was. De jezuïeten die in Argentinië gevestigd waren, zagen de drank als alternatief voor het overmatig alcoholgebruik van de lokale bevolking.

## Afbeeldingen

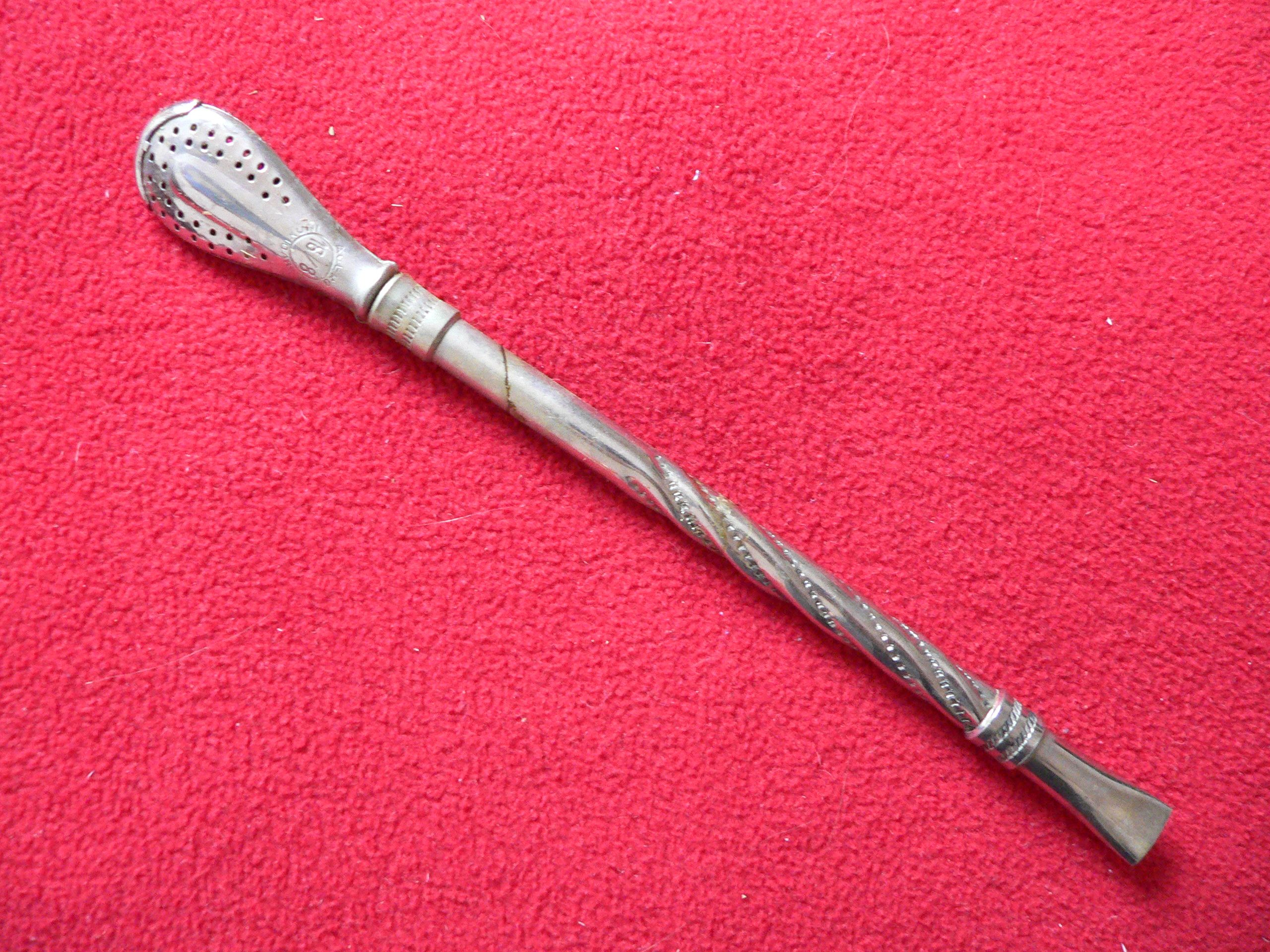
Een typische bomba (rietje)
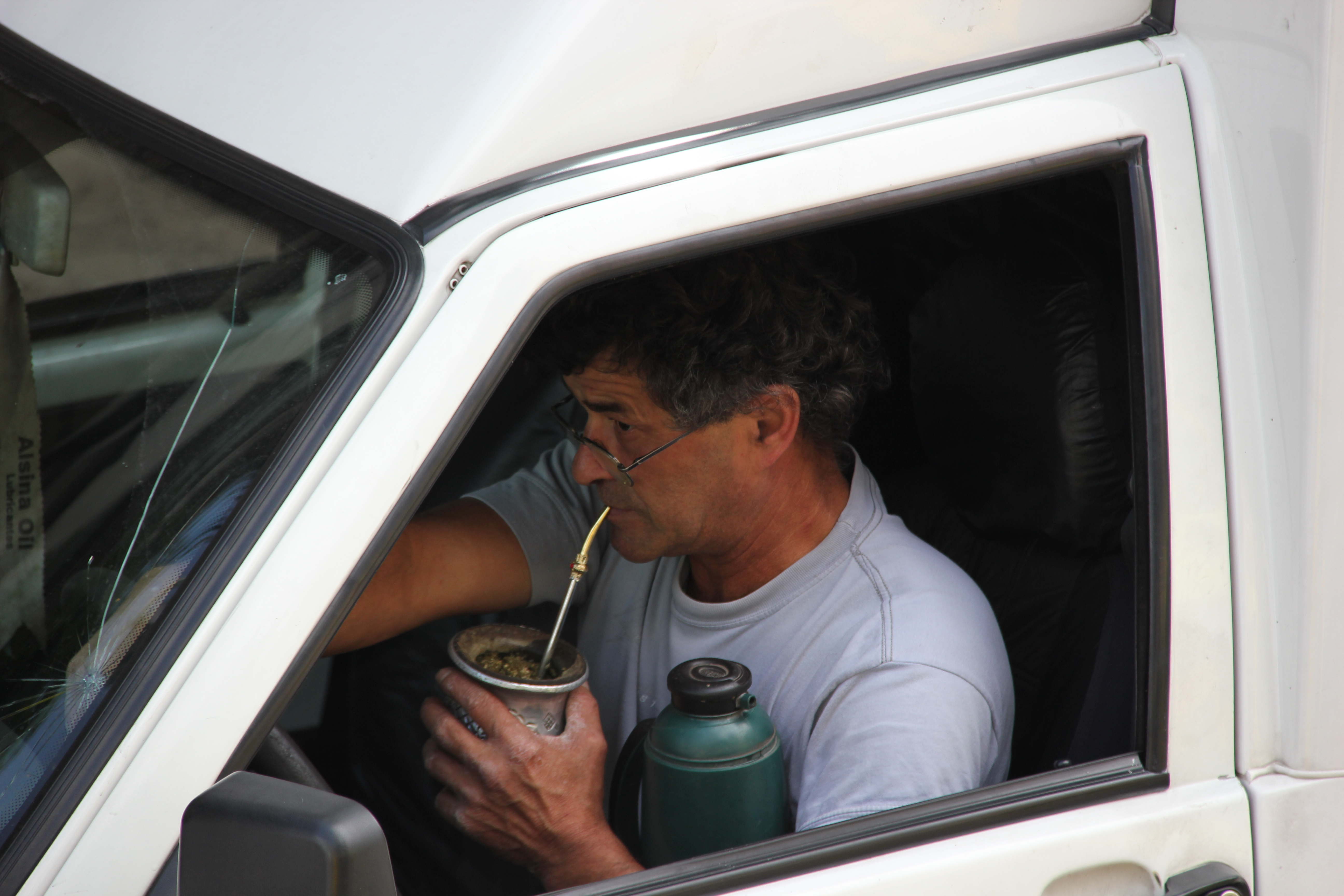
Maté in het openbaar drinken is de normaalste zaak in Zuid-Amerika. (Buenos Aires)
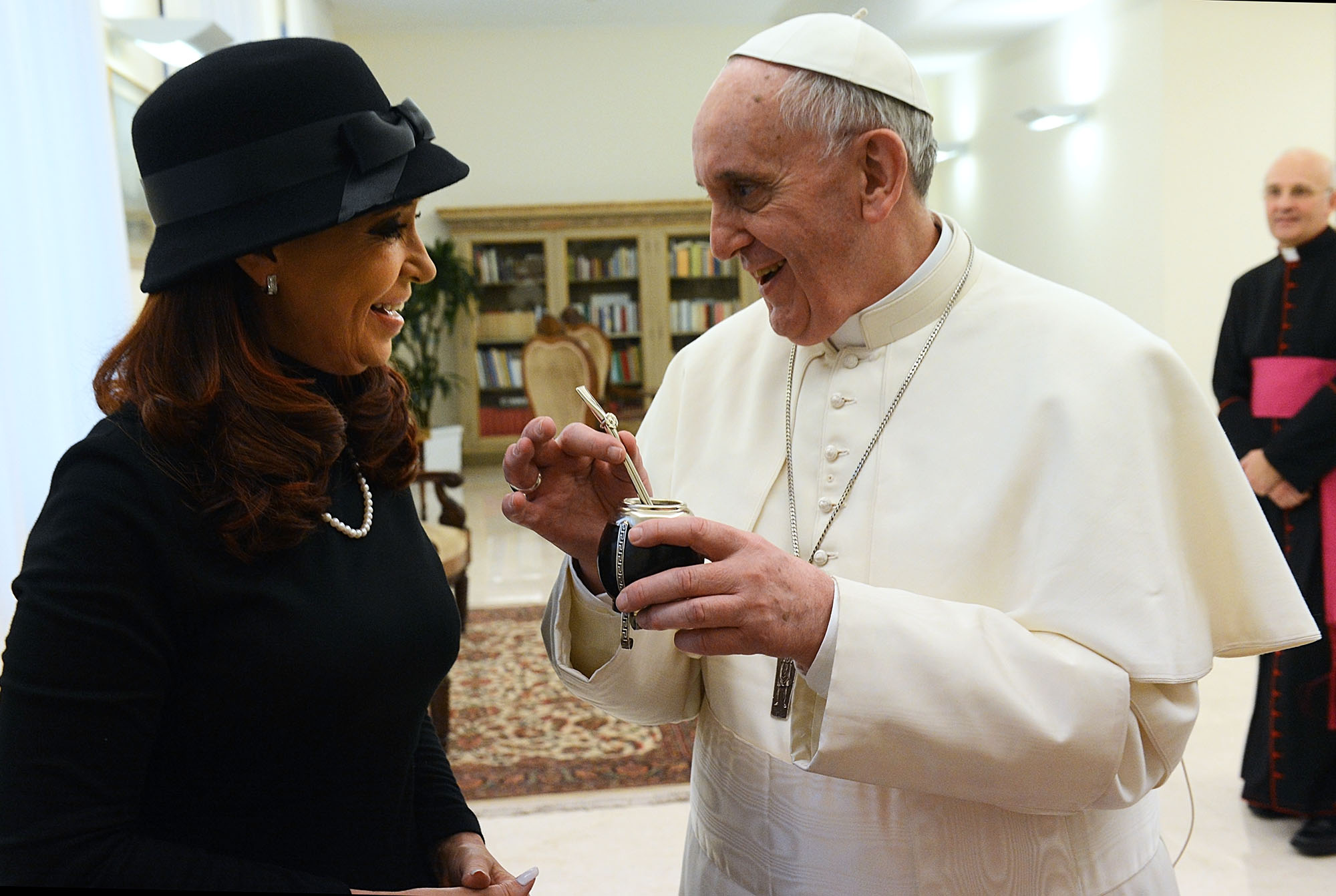
Paus Franciscus met guampa en bombilla, ontvangen van de president van Argentinië Christina Kirchner in 2013